# Rochlov
Rochlov (en allemand : Rochlowa) est une commune du district de Plzeň-Nord, dans la région de Plzeň, en République tchèque. Sa population s'élevait à 302 habitants en 2022.

## Géographie
Rochlov se trouve à 17 km à l'ouest du centre de Plzeň et à 101 km à l'ouest-sud-ouest de Prague.
La commune est limitée par Kbelany à l'ouest, au nord et au nord-est, par Nýřany à l'est, par Blatnice et Přehýšov au sud.

## Histoire
La première mention écrite de la localité date de 1379.

## Galerie

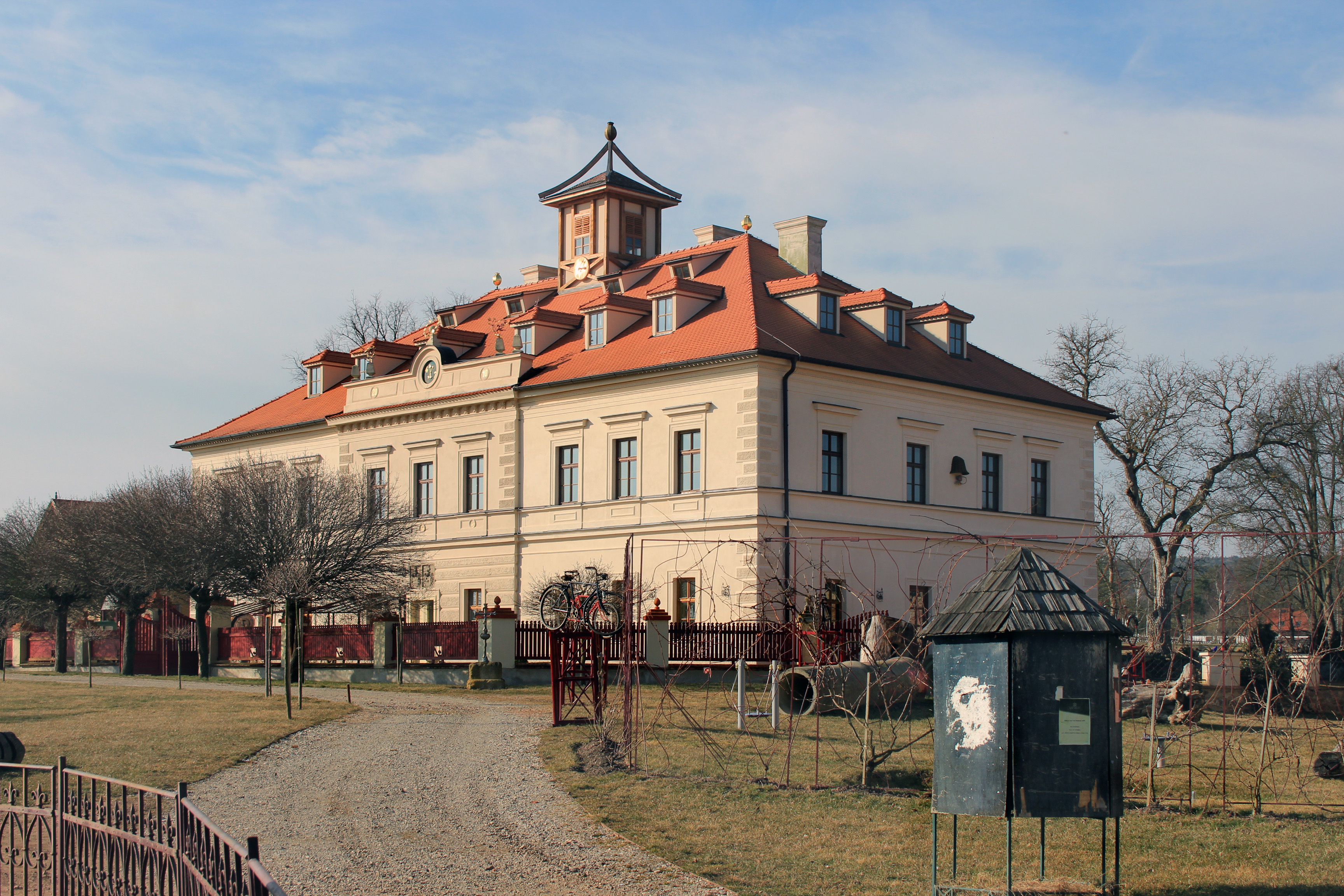
Château de Rochlov.
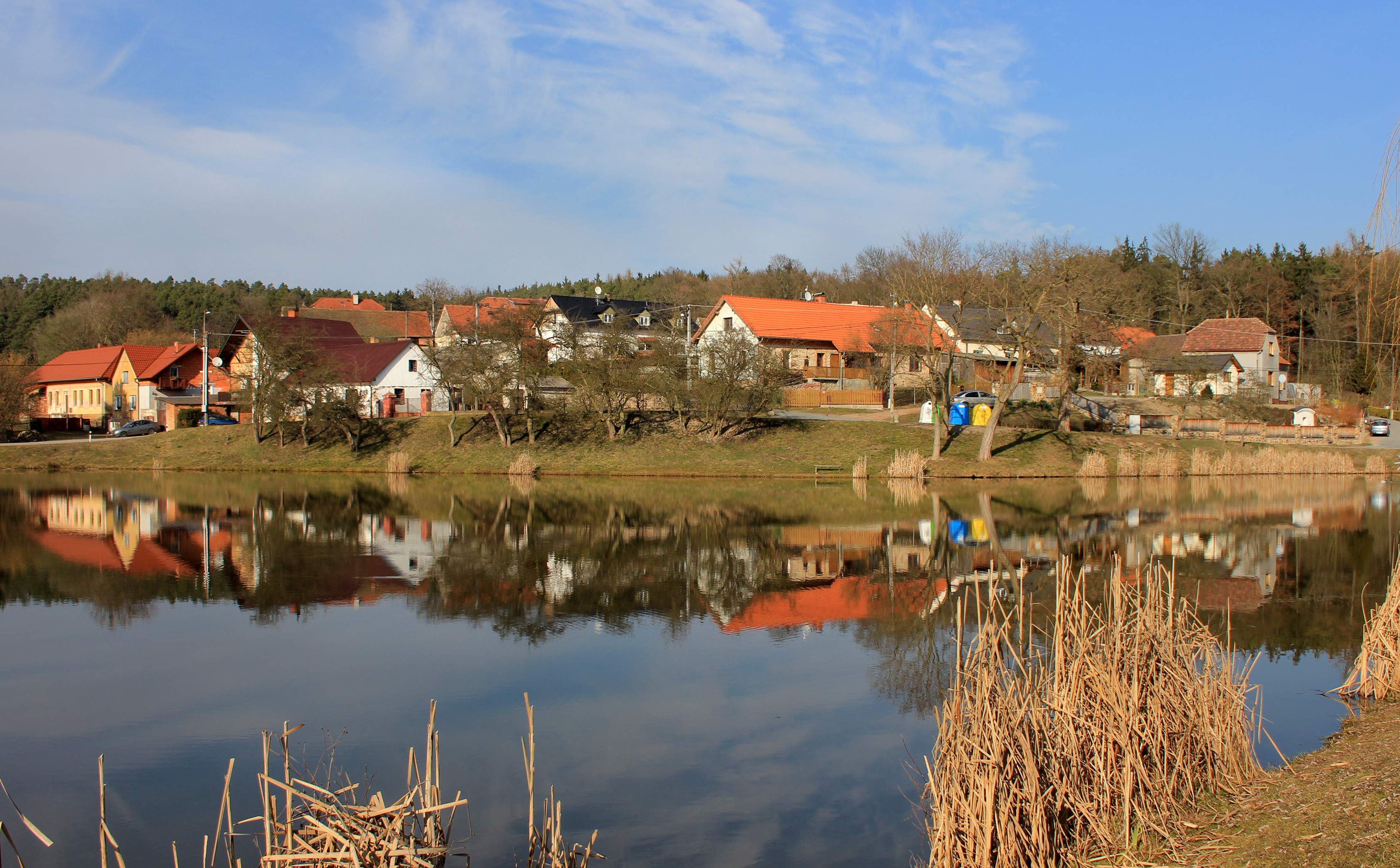
Étang de Rochlov.

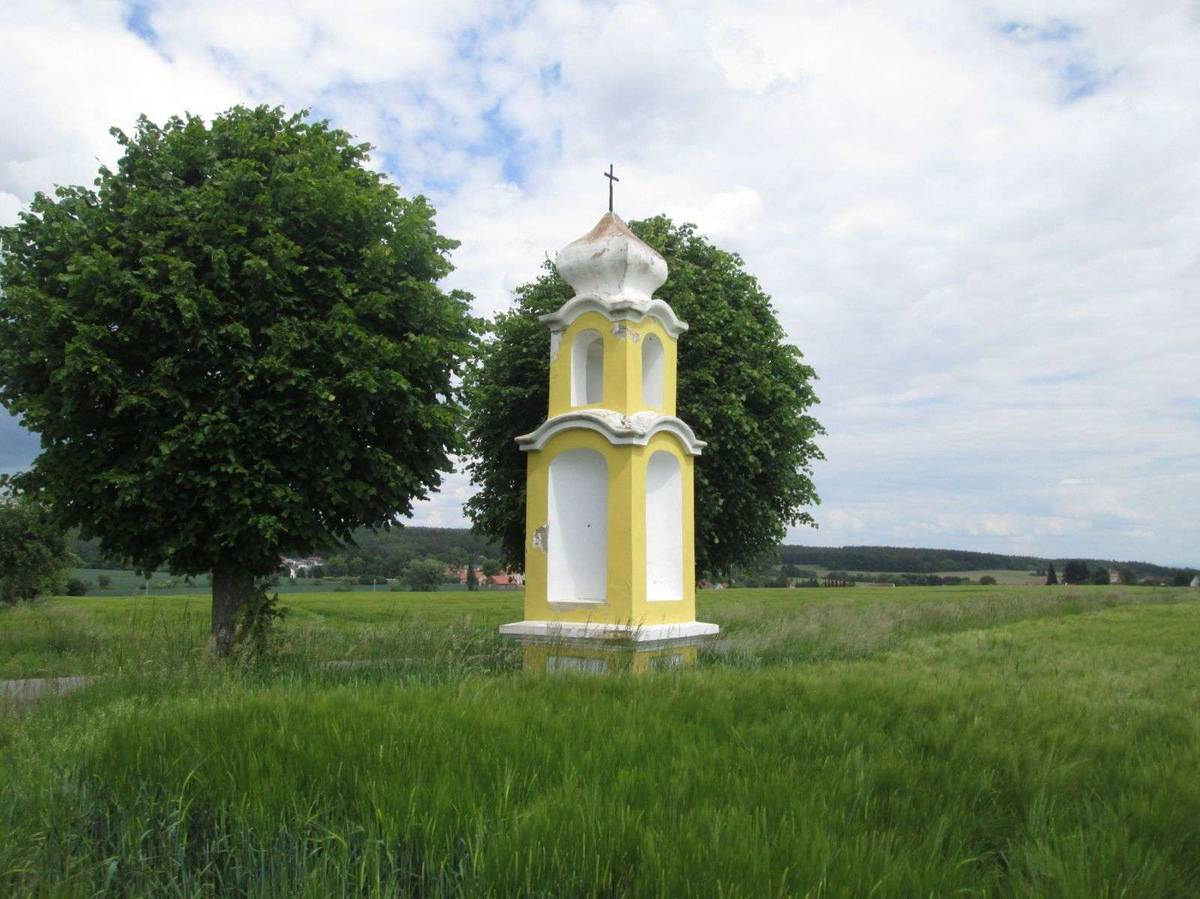
Sanctuaire près de Rochlov.

## Transports
Par la route, Rochlov se trouve à 5 km de Nýřany, à 25 km de Plzeň et à 120 km de Prague. 
L'autoroute D5, qui relie Prague à l'Allemagne par Plzeň, passe au sud de la commune. La sortie la plus proche se trouve à 3,5 km à l'ouest du centre du village ( 100 Heřmanova Huť).